# Chassidisch jodendom

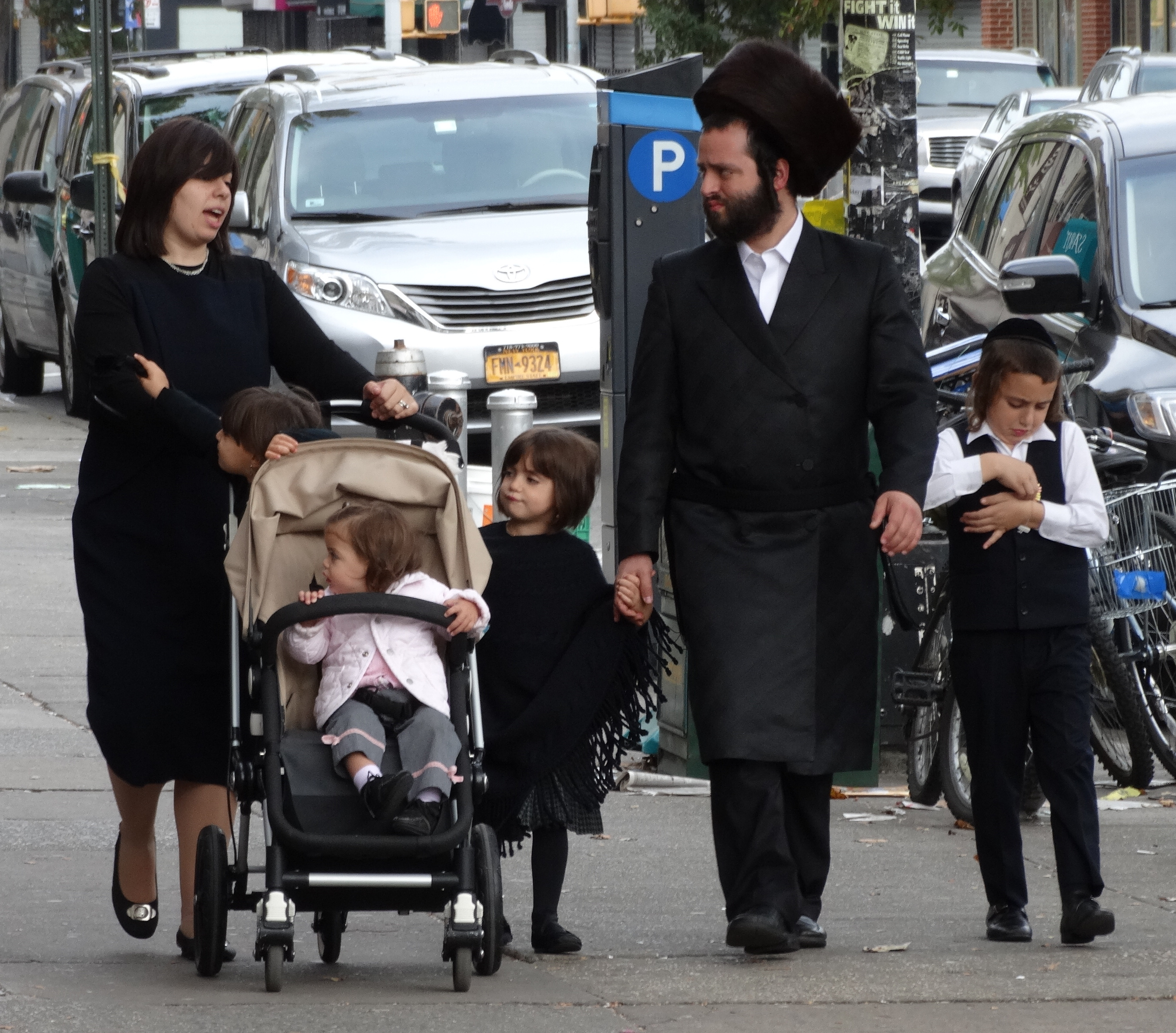
Een chassidisch gezin in Brooklyn (New York). De man draagt een sjtreimel, een bekisje en heeft peies. De vrouw draagt een sjeitel

Het chassidisch jodendom (ook bekend als chassidisme), van het Hebreeuwse: חסידות Ḥasidut; "de vromen", is een ultraorthodoxe richting binnen het jodendom. De belijders heten de chassidim of chassidiem. Het chassidisme vindt zijn oorsprong in Oost-Europa. Het chassidisme is een van de stromingen binnen het charedisch jodendom; de andere stroming is die van de mitnagdiem (wat staat voor tegenstanders). In plaats van mitnagdiem wordt ook wel de term Litouws jodendom gebruikt.
Het chassidisch jodendom bestaat uit vele bewegingen (chassidusen), die ieder hun eigen leider hebben. Deze leider staat bekend als een rebbe. Een rebbe is een spiritueel leider van een chassidische stroming, maar hoeft niet per se een grote geleerde te zijn. De positie van rebbe gaat vaak van vader op zoon.

## Ontstaan

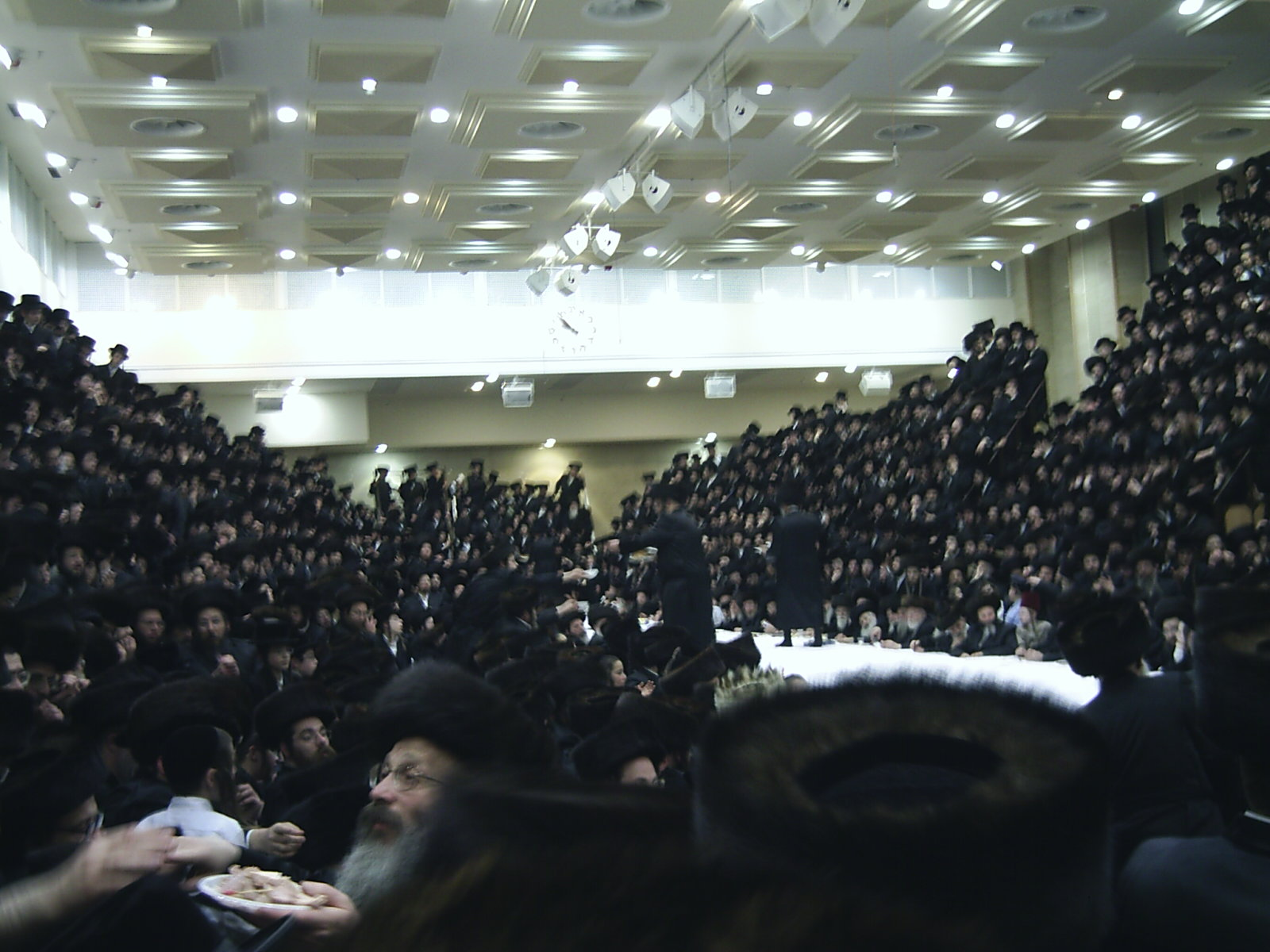
Tish van de Belzer Rebbe op Purim 5766.

Het chassidisme is in de eerste helft van de 18e eeuw ontstaan in Polen, de grondlegger is rabbijn Yisroel ben Eliezer (1698-1760), bijgenaamd de Ba'al Shem Tov (Hebreeuws voor Meester van de Goede Naam). Chassidim houden zich net als andere orthodoxe joden strikt aan de joodse wetgeving, zoals de spijswetten en kledingvoorschriften. Chassidische mannen dragen in het openbaar zwarte kleding en een hoed of keppeltje, aan de zijkant van hun hoofd dragen sommigen lange pijpenkrullen, peies genaamd. Vrouwen dragen een rok of jurk en moeten na hun huwelijk hun hoofd bedekken met een sjaal, hoed, muts of pruik. De volgelingen van Ba'al Shem Tov stichtten honderden chassidische bewegingen. Sommige daarvan waren zeer succesvol en tellen nog steeds tienduizenden aanhangers, andere bestaan sinds de Shoah (Holocaust) niet meer en zijn volledig uitgeroeid. Aan het eind van de 19e eeuw behoorde de meerderheid van de Oost-Europese joden tot het chassidisme. De chassidiem van Oost-Europa die niet voor de Duitse bezetting konden vluchten, zijn vrijwel allen vermoord in de Shoah.

## Belangrijkste centra
Prof. Marcin Wodziński heeft in 2016 een onderzoek uitgevoerd, op basis van eigen interne telefoonboeken en andere bronnen. Hij schatte dat er wereldwijd 129.211 chassidische huishoudens waren, ongeveer 5% van de geschatte totale Joodse bevolking. Van hen woonden 62.062 in Israël en 53.485 in de Verenigde Staten, 5.519 in het Verenigd Koninkrijk en 3.392 in Canada.
In Israël zijn de grootste chassidische concentraties te vinden in de ultraorthodoxe buurten van Jeruzalem - zoals Ramot Alon, Mea Sjearim, Batei Oengarin - in de steden Bnei Brak en El'ad, en in de Israëlische nederzettingen in de Westelijke Jordaanoever, zoals Modi'in Illit en Betar Illit. Er is een aanzienlijke aanwezigheid in andere specifiek orthodoxe gemeenten of enclaves, zoals Kiryat Sanz in Netanja.
In de Verenigde Staten wonen de meeste chassidim in New York, alhoewel er in het hele land kleine gemeenschappen zijn. Brooklyn, Borough Park, Williamsburg en Crown Heights hebben allemaal een bijzonder grote chassidische bevolking. Dat geldt ook voor het gehucht Monsey in de staat New York. In dezelfde regio zijn New Square en Kiryas Joel snelgroeiende chassidische enclaves, gesticht door de Skver en de Satmar respectievelijk.
In Groot-Brittannië is Stamford Hill in Londen de thuisbasis van de grootste chassidische gemeenschap in het land, maar er zijn ook andere chassidische gemeenschappen in Londen. Ook in Prestwich in Manchester leeft een grote groep chassidiem.
In Canada is Kiryas Tosh een nederzetting die volledig wordt bevolkt door Tosh chassidiem, en er zijn meer aanhangers van andere sekten in en rond Montréal.
In Joods Antwerpen wonen naar schatting circa 20.000 joden waarvan tussen 35 en de 40 procent van hen charedisch; onder hen zijn veel chassidiem.

## Chassidische bewegingen

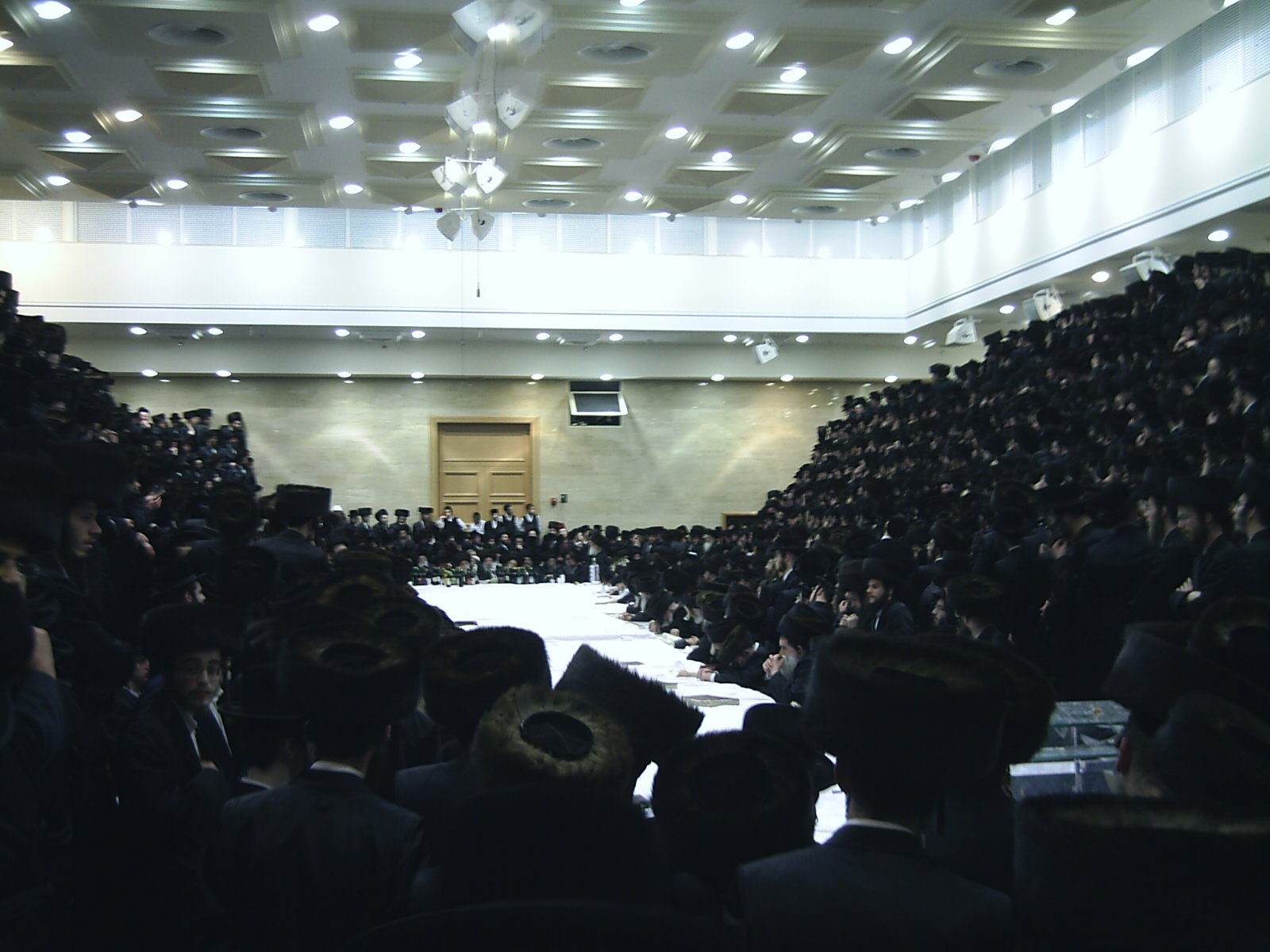
Tish van de Belzer Rebbe op Purim 5766. Aan het hoofd van de tafel zit de rebbe.

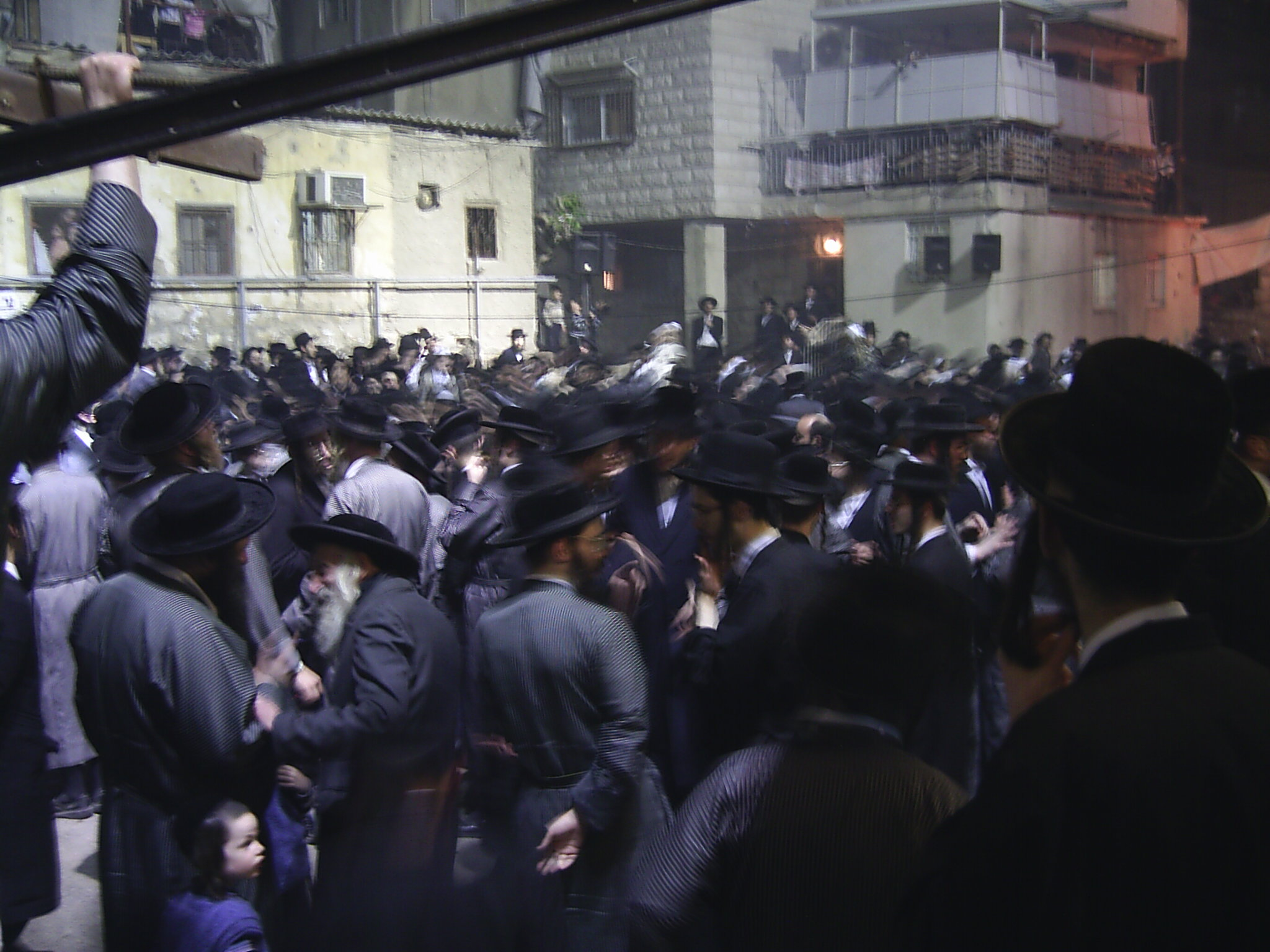
Lag BaOmer-feest op het voorplein van het Beis Midrash HaGodol van Toldos Aharon (5766/2006)

In het Chassidisch jodendom bestaan meerdere bewegingen, zoals de Breslov, Lubavitch (Chabad), Satmar, Ger, en Bobov. Deze worden door rebbes geleid; de opvolgende rebbe is meestal een zoon of naast familielid van de voorgaande rebbe. Sommige bewegingen, zoals Breslov en Lubavitch, hebben geen levende rebbe meer. Bewegingen die bekendstaan om hun extreem antizionistische houding, zijn o. a. Satmar, Toldos Aharon en Dushinsky.
Dit is een gedeeltelijke lijst van de bewegingen, waarbij de grotere groepen vet zijn gemaakt:
- Alexander
- Belz (ongeveer 5% van alle chassidim)
- Berditchev
- Biala
- Bobov (ongeveer 3% van alle chassidim)
- Boston
- Boyan
- Breslov (ongeveer 5% van alle chassidim)
- Chernobyl
- Tshortkov
- Dushinsky
- Ger (ongeveer 9% van alle chassidim)
- Karlin-Stolin (ongeveer 2% van alle chassidim)
- Klausenberg (ongeveer 3% van alle chassidim)
- Kopoest
- Kosov
- Kotzk
- Kretshnif
- Lelov
- Linsk
- Liska
- Lubavitch (ongeveer 13% van alle chassidim)
- Modzitz
- Munkatsh
- Nadvorna
- Nitra
- Pshevorsk
- Puppa
- Rachmastrivka
- Ruzhin
- Sadigura
- Satmar (ongeveer 20% van alle chassidim)
- Shotz
- Skullen
- Skver (ongeveer 3% van alle chassidim)
- Spinka
- Slonim
- Spinka
- Stanislov
- Toldos Aharon
- Toldos Avraham Yitzchak
- Tosh
- Tzanz
- Vasloi
- Vizhnitz (ongeveer 8% van alle chassidim)

Deze bewegingen, waarin een overleden rebbe meestal door zijn oudste zoon, of wanneer hij alleen dochters heeft, door zijn oudste schoonzoon wordt opgevolgd, neigen ertoe bij het kiezen van een rebbe in een intern conflict te geraken over wie de volgende rebbe zal zijn en vervolgens in twee stromingen op te breken. Dit gebeurde inmiddels bij Belz, Bobov, Toldos Aharon en is thans met Satmar het geval.

## Neo-chassidisme
Behalve het klassieke chassidisme, dat simpelweg een onderdeel van het (ultra-)orthodoxe jodendom is, bestaat er ook een beweging van niet-orthodoxe joden, die bepaalde chassidische dingen leren. In West-Europa werd deze richting vooral bekend door de boeken van Martin Buber.

## Wetenswaardigheid
- De novelle Twee koffers vol (1993) van Carl Friedman speelt zich af binnen de chassidische gemeenschap van Antwerpen. Het boek is in 1998 onder de titel Left Luggage verfilmd onder regie van en met Jeroen Krabbé. De film is door ultra-orthodoxe Joden (die overigens zelden films kijken of seculiere boeken zoals het boek van Carl Friedman lezen) veroordeeld wegens de eenzijdige en vrij negatieve kijk die hij geeft op deze gemeenschap.